# 伯爾尼納鐵路
贝尔尼纳铁路是一条位于欧洲阿尔卑斯山脉地区的单线米轨铁路，属于雷蒂亚铁路的一部分，连接瑞士南部格劳宾登州城市圣莫里茨和意大利北部松德里奥省城市蒂拉诺，穿越了著名的贝尔尼纳山口。于1904年开始施工，1910年全线建成。铁路线全长61公里，包括13条隧道和地道以及52座高架桥和桥梁。火车沿途景色秀丽。2008年被列入世界文化遗产。

## 图库

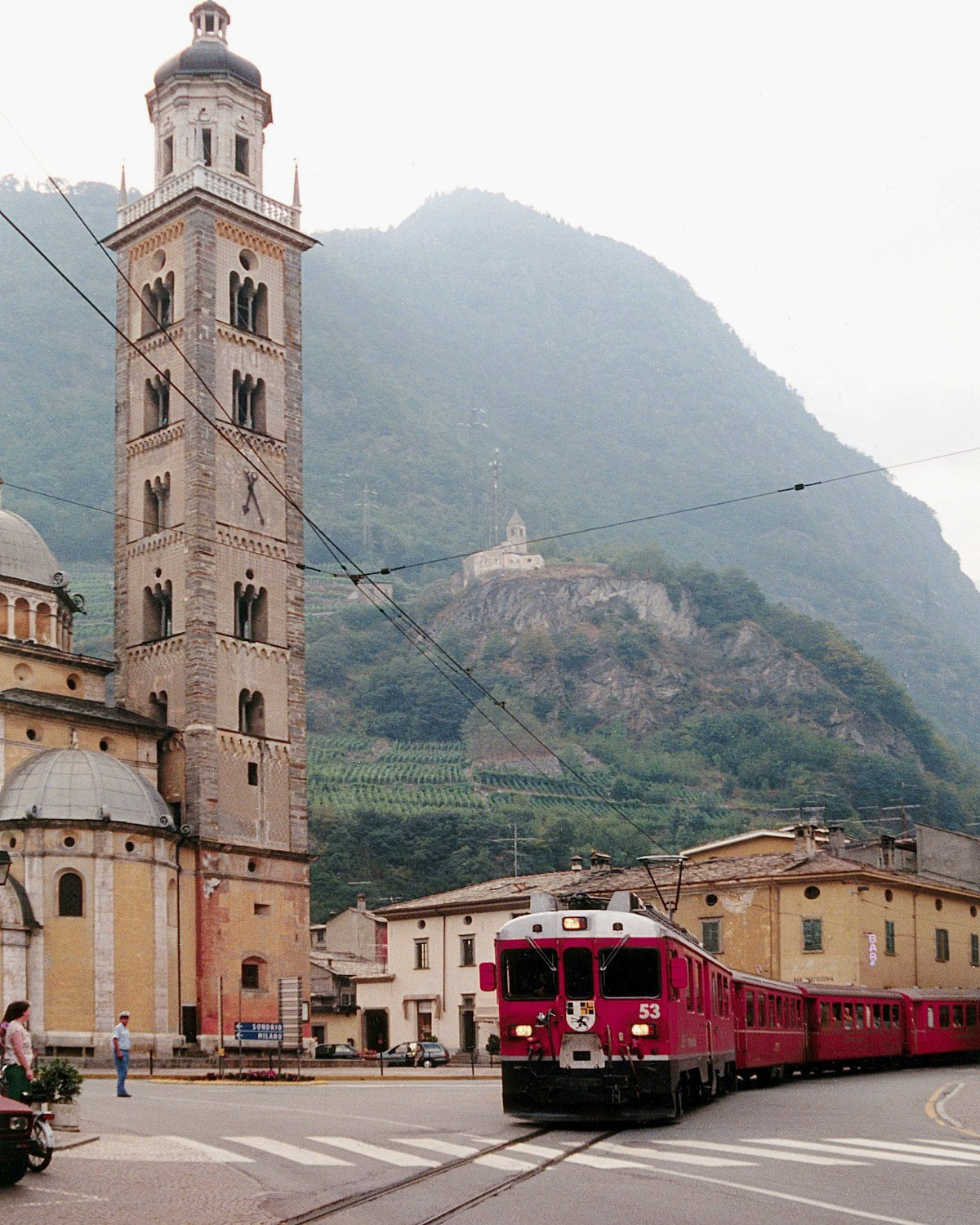
雷蒂亚铁路火车在Tirano.
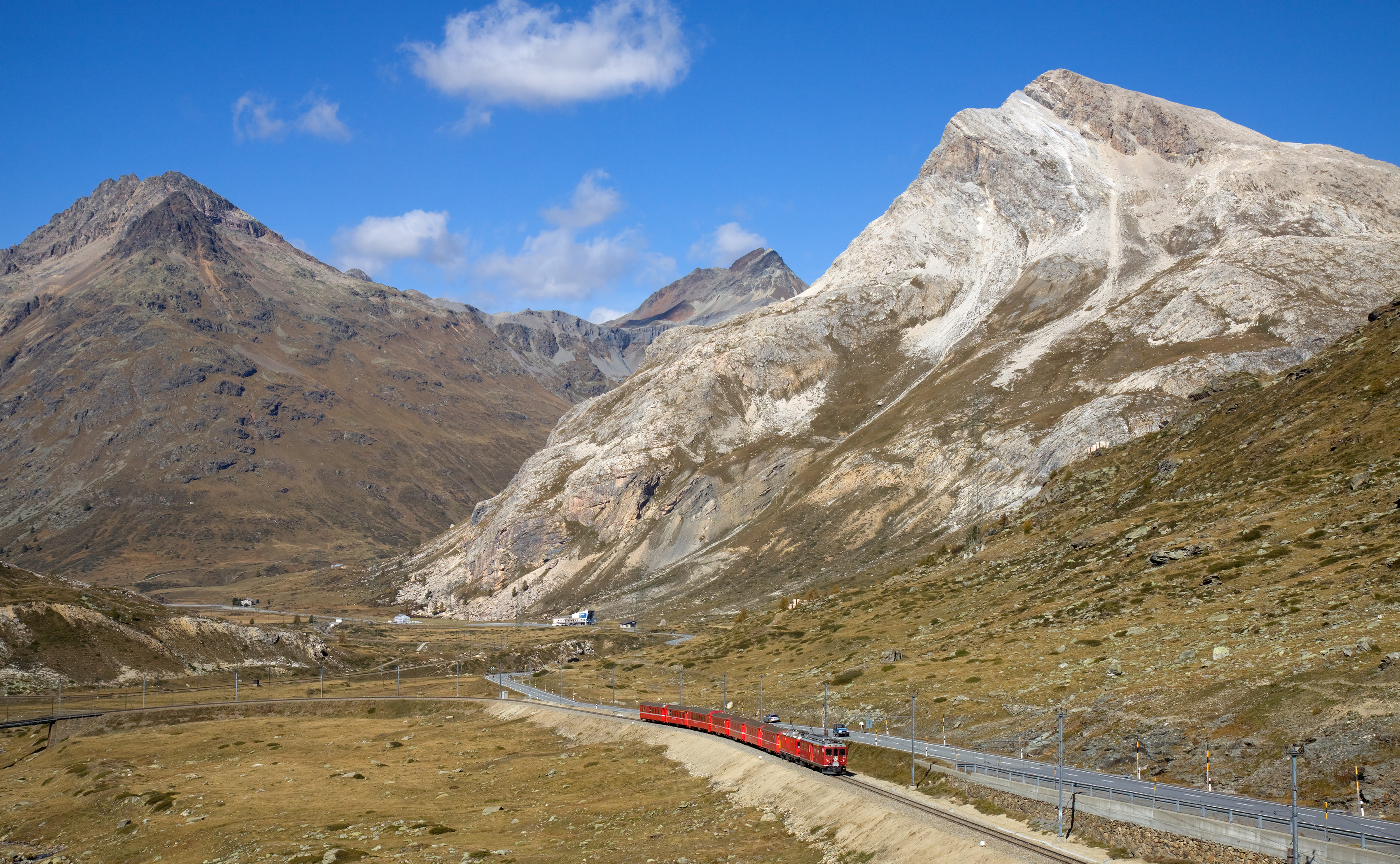
An RhB Regio列车驶往Tirano，拍摄于 Lagalb and Ospizio 贝尔尼纳之间
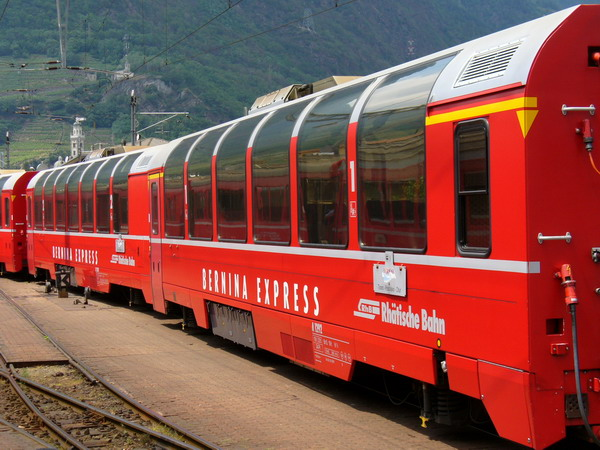
贝尔尼纳特快全景列车在Tirano.
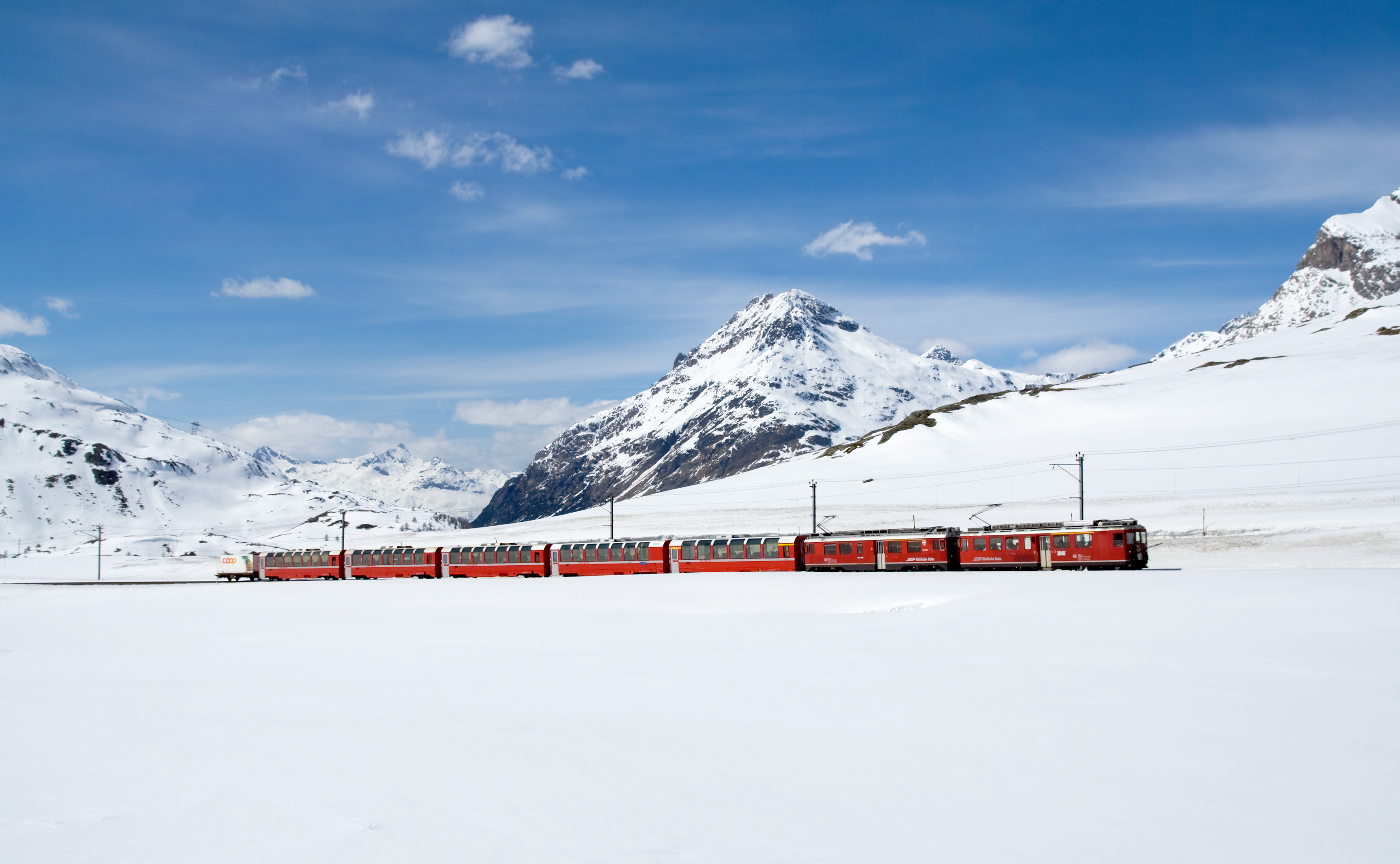
冬天的Lei Pitschen
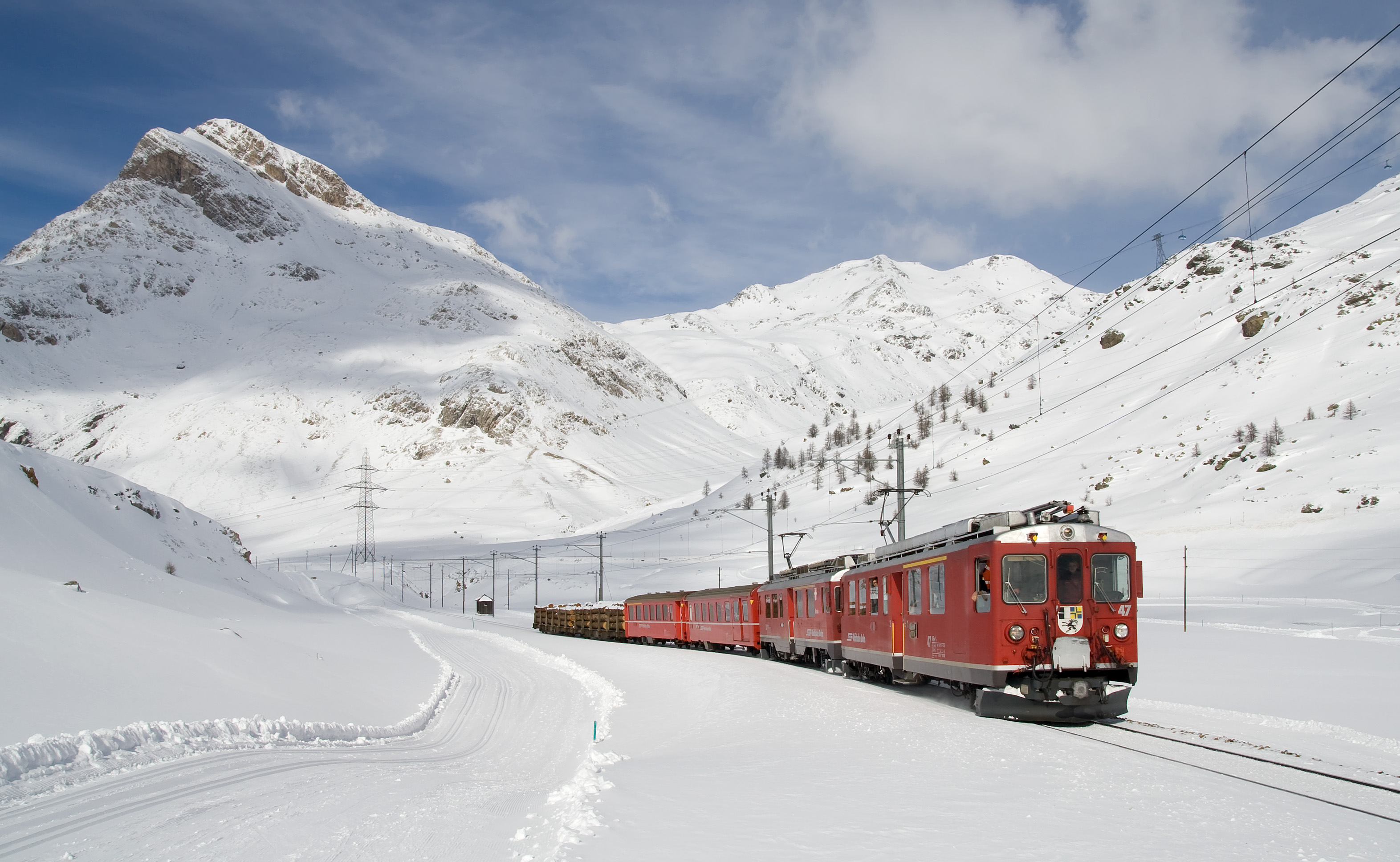
冬天Lagalb and Ospizio 贝尔尼纳之间的贝尔尼纳铁路
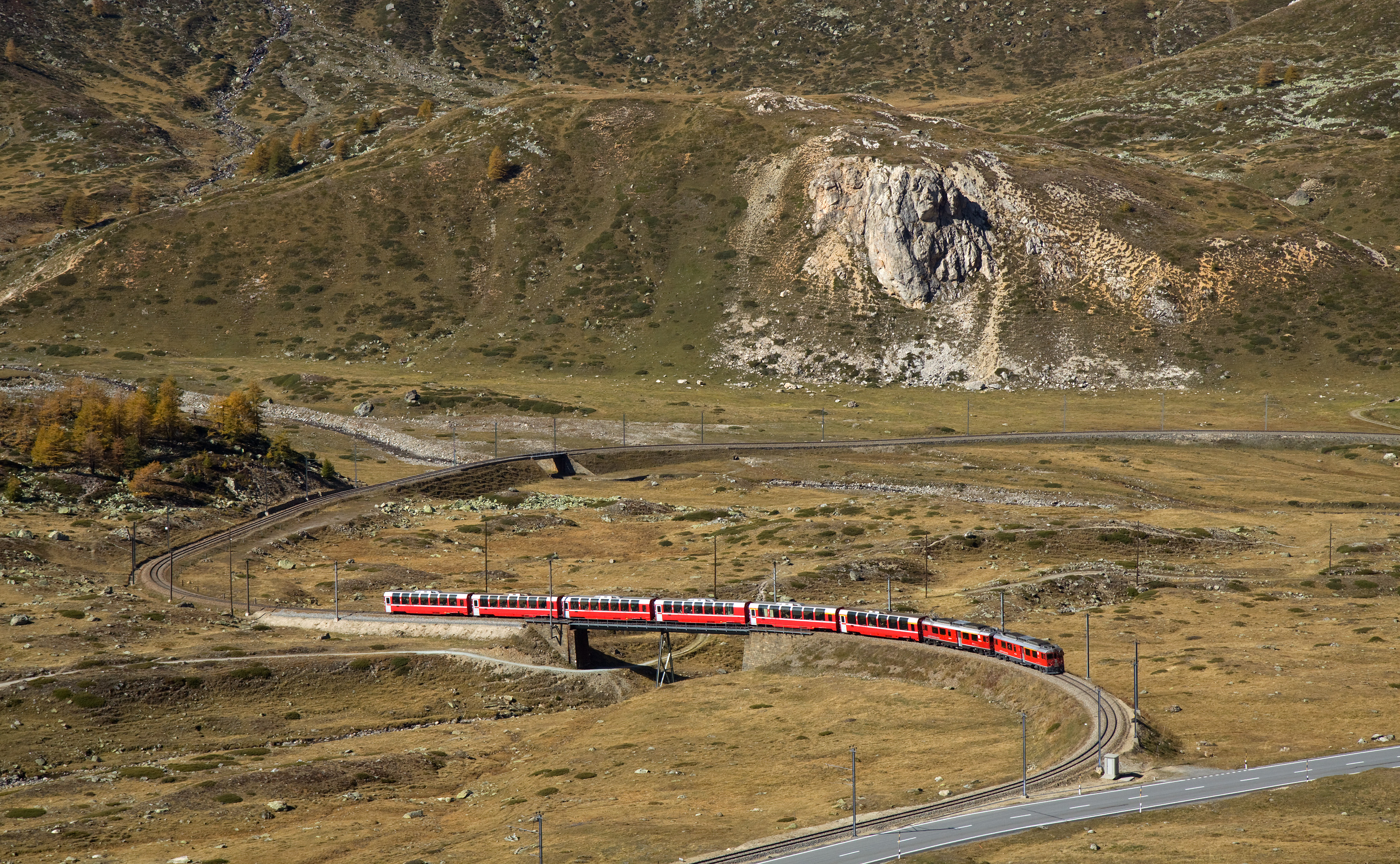
Crossing the upper Berninabach Bridge.
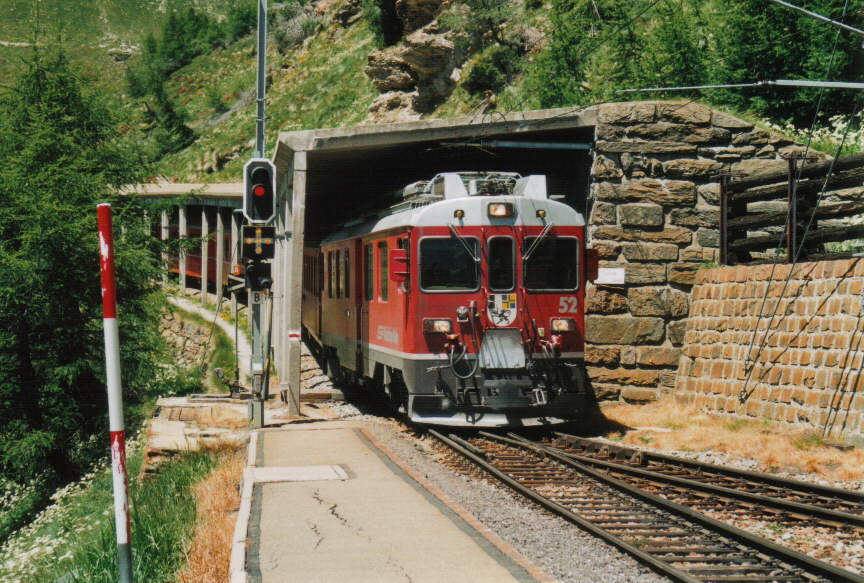
Grüm Galery at Alp Grüm.
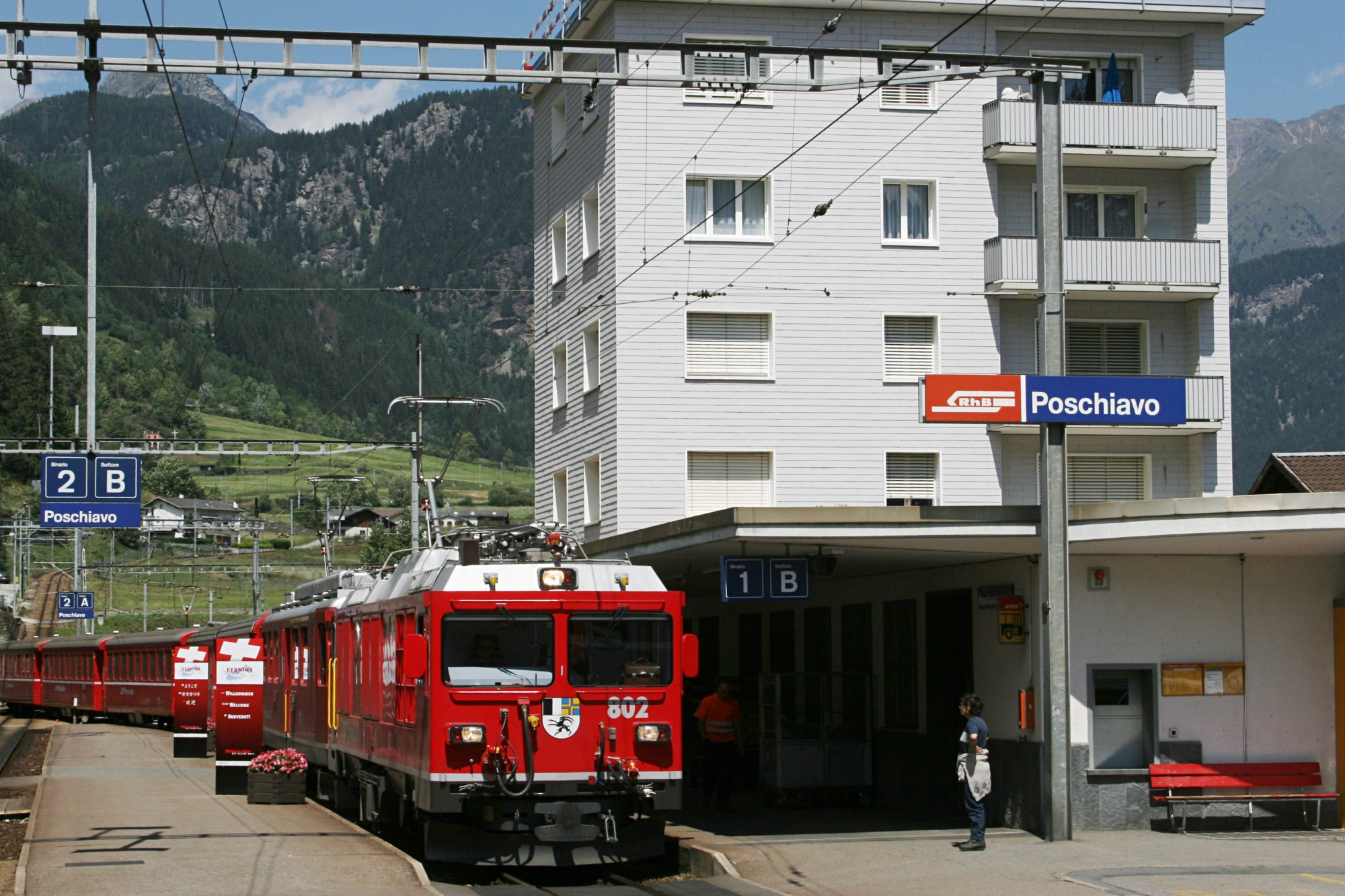
A down valley train at Poschiavo车站
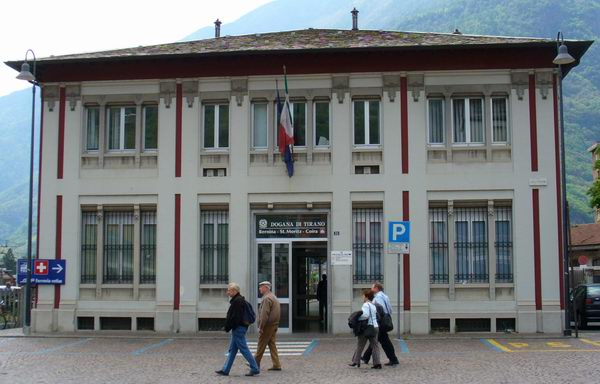
Tirano的雷蒂亚铁路车站
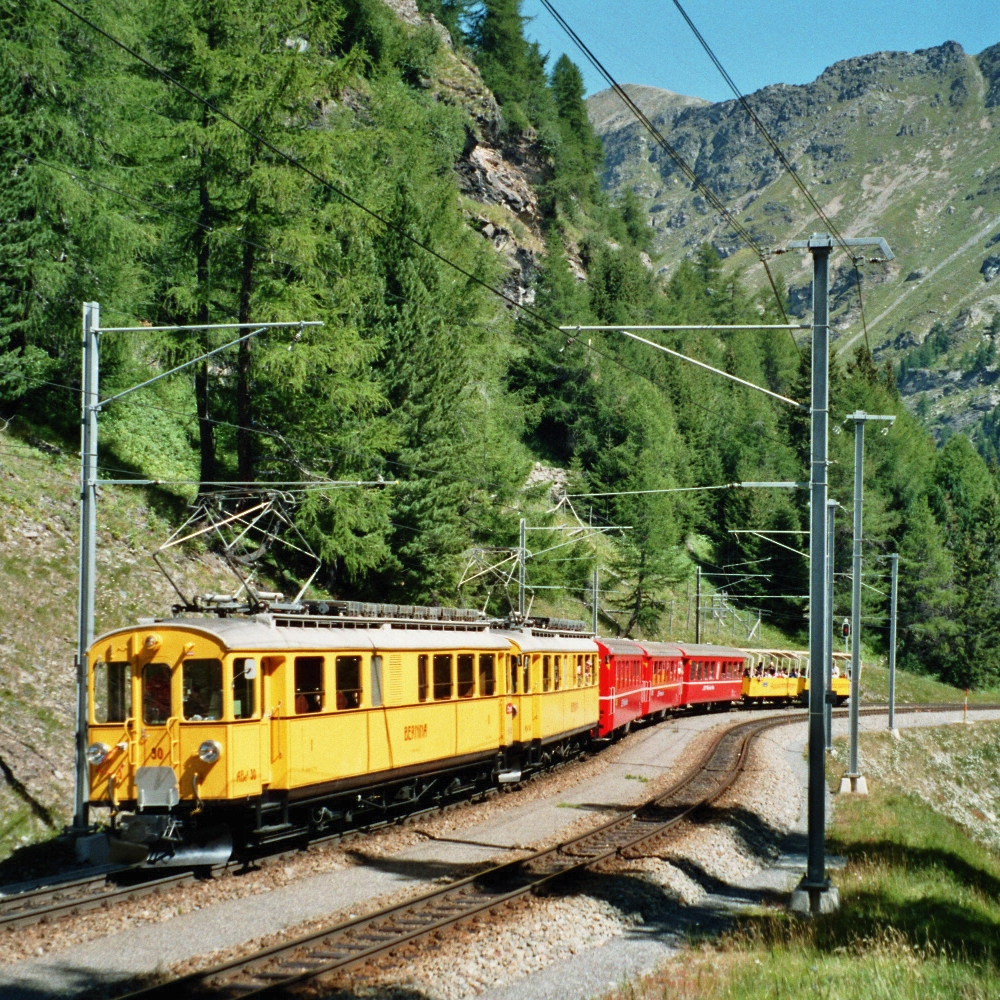
ABe 4/4 I 30 and 34 below Alp Grüm.
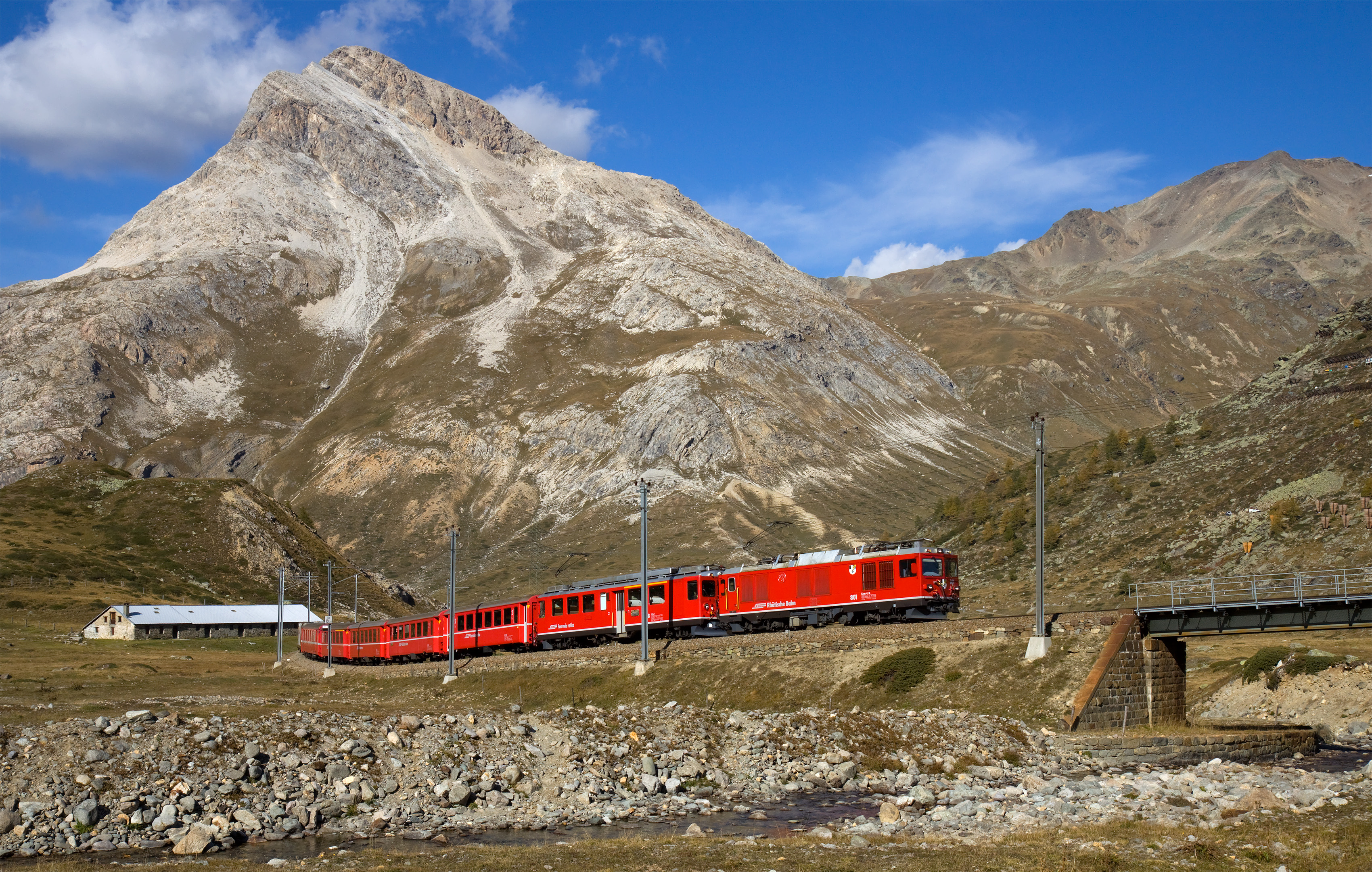
混合型机车头 Gem 4 / 4 拉动一列驶往Tirano的Regio列车
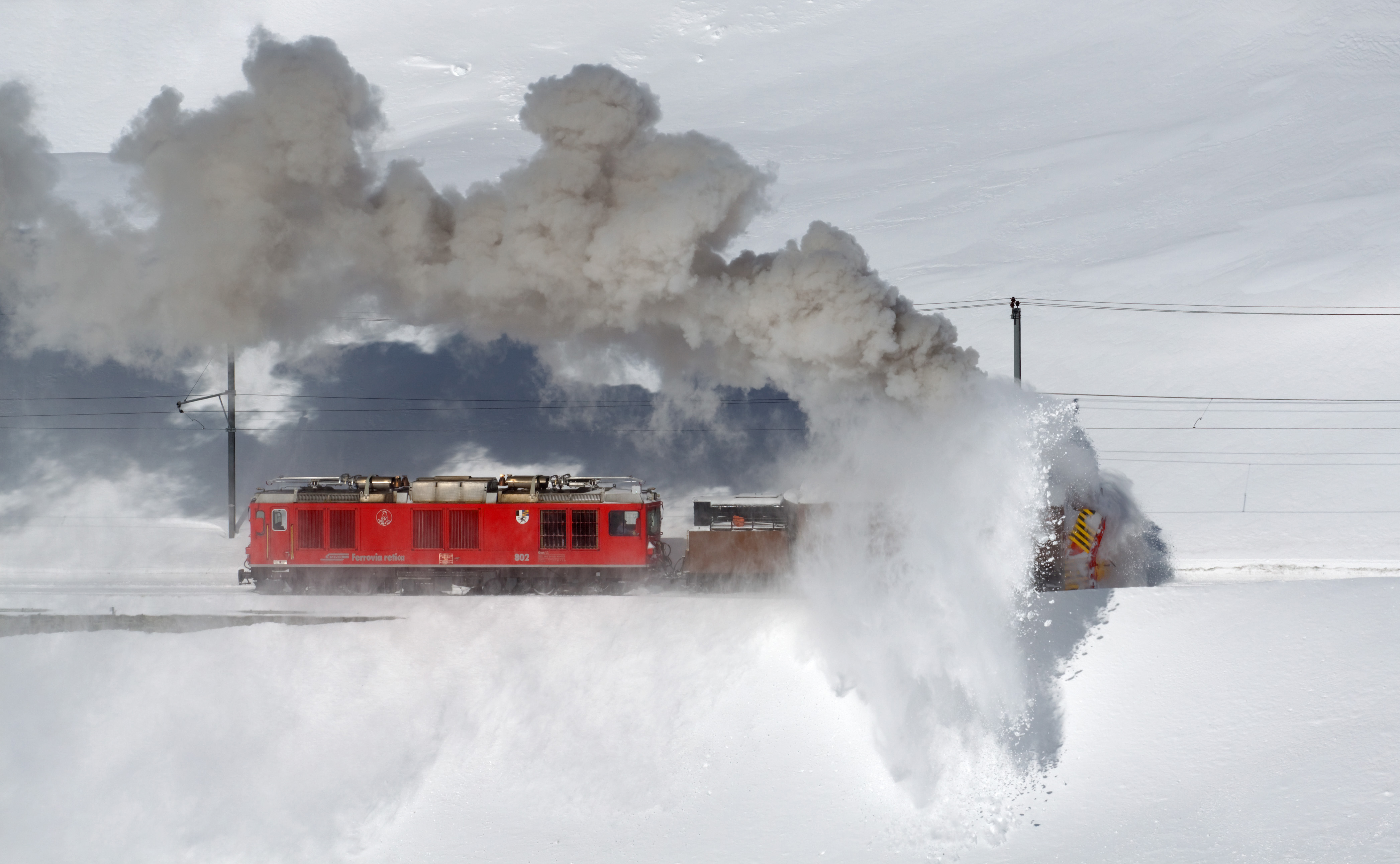
Rotary snowplow Xrotd 9213 with dual-mode Gem 4 / 802 4 in action